# Unternehmen Alberich

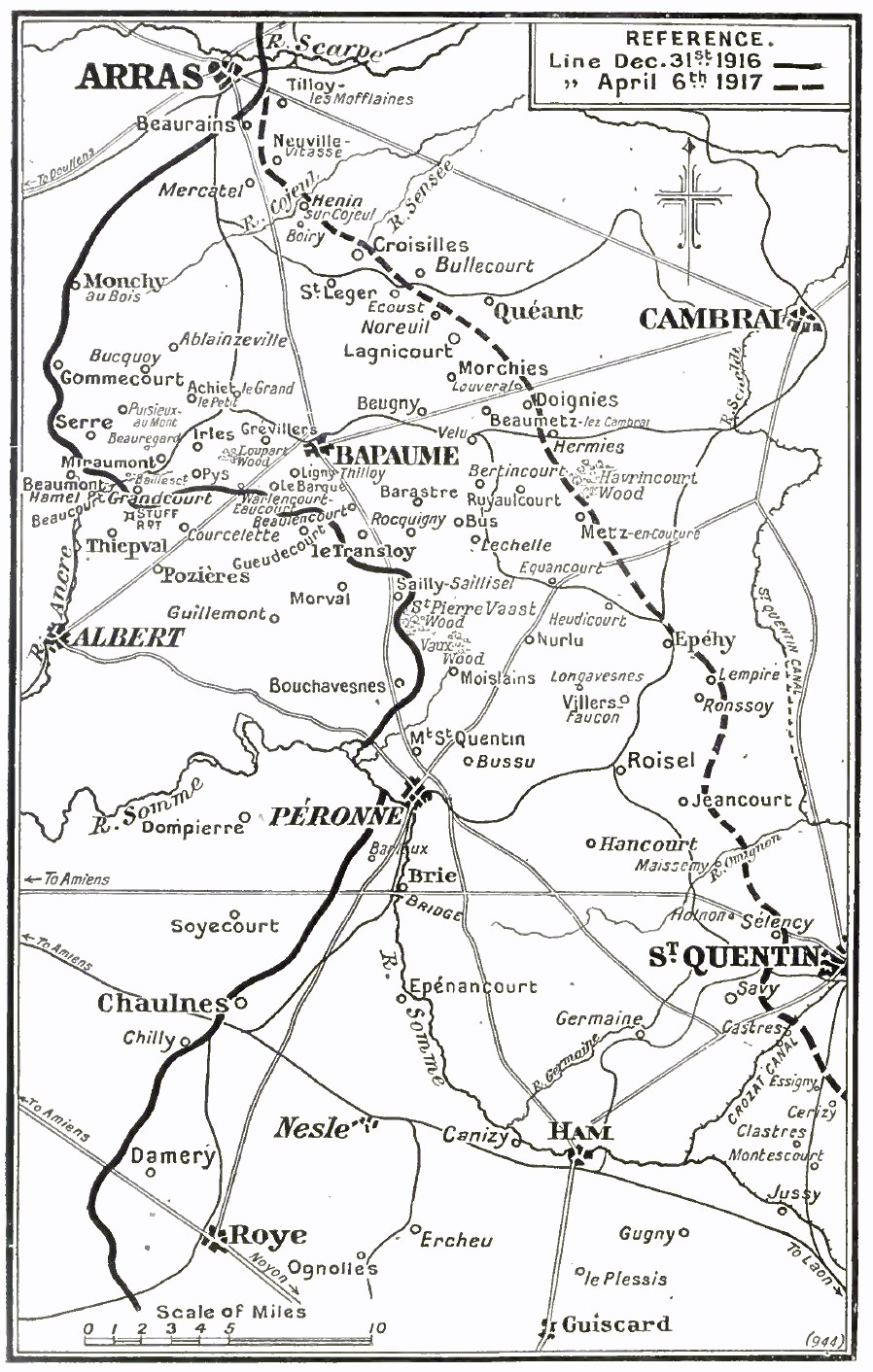
Durchgezogene Linie: Die Front im Dezember 1916. Gestrichelt: nach dem deutschen Rückzug Ende März 1917

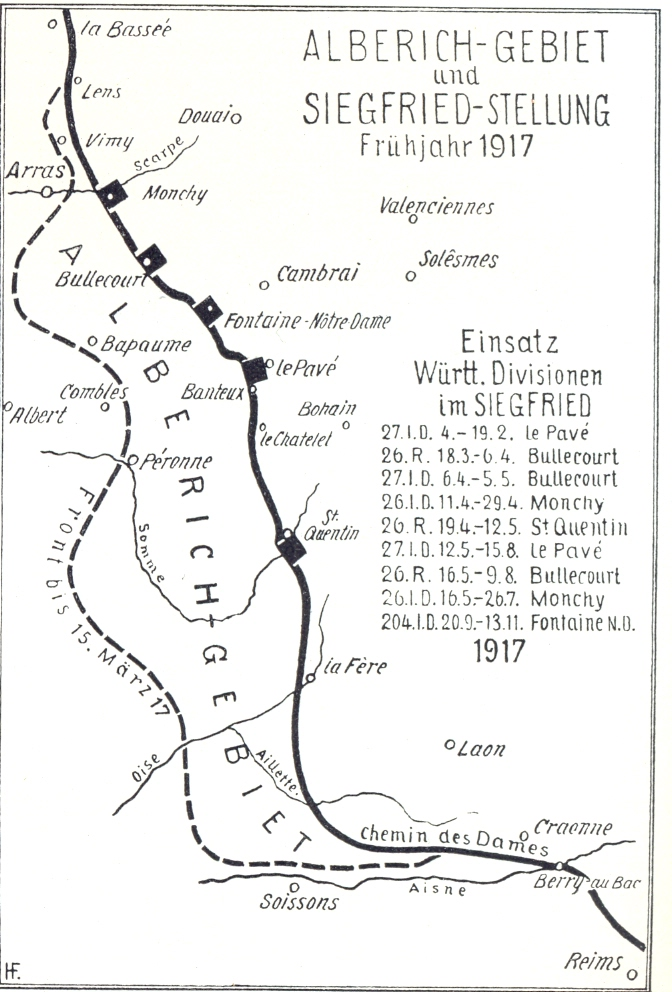
Veränderung des Frontverlaufs durch das Unternehmen Alberich. Rückzug um durchschnittlich 20 km.

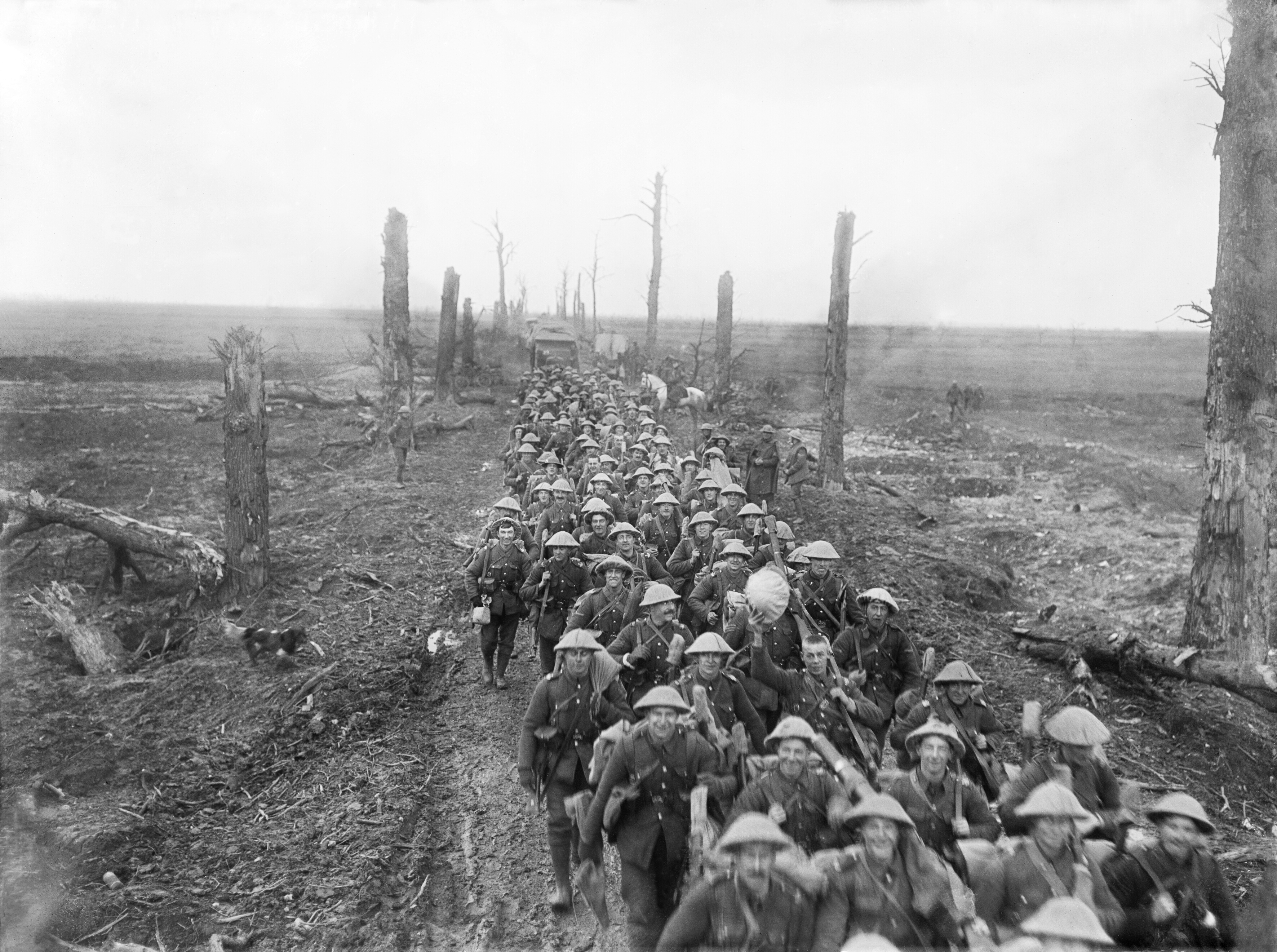
Britische Soldaten stoßen entlang der Straße von Amiens nach St. Quentin zur Siegfriedlinie vor

Alberich (nach der Sagenfigur Alberich) war im Ersten Weltkrieg der Deckname für den zwischen 9. Februar und 15. März 1917 von der deutschen Armee an der Westfront vorbereiteten und anschließend vom 16. bis 20. März durchgeführten Rückzug auf die Siegfriedstellung. Durch die Räumung der Bogenstellung zwischen Arras und Soissons wollte man die Frontlinie verkürzen und auch die Angriffsplanungen der Entente für das Frühjahr 1917 vereiteln.

## Ablauf und beteiligte Einheiten
Am Rückzug waren die 1. und 2. Armee sowie der rechte Flügel der 7. Armee beteiligt, die Führung des Unternehmens lag bei der Heeresgruppe „Kronprinz Rupprecht“. Die im Norden stehende 1. Armee gab dabei alle Gebiete nördlich der Somme sowie im Raum nordöstlich von Bapaume auf und ging auf die neue Frontlinie Bullecourt–Havrincourt–Banteux–Le Catelet zurück. Die 2. Armee räumte das Gebiet südlich der Somme, gab die Städte Péronne, Nesle, Noyon, Chauny und Ham auf und zog sich auf die Linie zwischen Bellicourt–St. Quentin bis zur Oise bei La Fère zurück. Im Süden gab die 7. Armee die Linie zwischen Carlepont–Autrêches–Nouvron auf, räumte auch Coucy und bezog die neue Linie zwischen St. Gobain–Brancourt–Vauxaillon–Laffaux-Ecke bis zur Aisne bei Missy (Condé).

## Vorgangsweise und Folgen
Das zu räumende Gebiet beiderseits der Somme wurde vor dem Abzug planmäßig verwüstet (sogenannte Kriegstaktik der „verbrannten Erde“), um dem Gegner dessen militärische Nutzung weitgehend unmöglich zu machen. Rund 200 Ortschaften und die Infrastruktur, hierbei insbesondere die dort verlaufenden Eisenbahnlinien, wurden völlig zerstört; mehr als 100.000 als arbeitsfähig eingestufte Zivilisten wurden deportiert. Das Unternehmen verlief aus deutscher Sicht erfolgreich und überraschte die Führung der Entente. Die planmäßigen Zerstörungen – selbst kulturhistorisch bedeutende Bauwerke wie die Burg Coucy wurden nicht ausgenommen – festigten aber auch den Ruf der Deutschen als „Barbaren“, als die sie von der alliierten Kriegspropaganda seit dem Massaker von Dinant und der Zerstörung Löwens Ende August 1914 hingestellt worden waren.

## Ludendorffs Einschätzung
Der deutsche General Erich Ludendorff schilderte in seinen 1919 erschienenen Kriegserinnerungen das Unternehmen Alberich detailliert. Der strategische Hintergrund war demnach der Beginn des U-Bootkriegs, der die Entente ablenken sollte und dessen Erfolg man noch nicht abschätzen konnte. Den Namen Alberich hatte die Heeresgruppe Kronprinz Rupprecht als „Deckwort“ gewählt und auf fünf Wochen terminiert. Sowohl der Generalfeldmarschall (Paul von Hindenburg) als auch der Kaiser (Wilhelm II.) willigten ein. Als zentralen, zeitraubenden Punkt sah Ludendorff „die Zerstörung der Verkehrswege, Ortschaften und Brunnen. […] Ein Vergiften der Brunnen war verboten.“ Parallel dazu verlief die gezielte Verbreitung von Falschmeldungen an die Entente durch den deutschen Nachrichtenoffizier Walter Nicolai. Nach Ludendorffs Einschätzung gelang die Aktion Alberich „vollständig“:

„Aus dem zu räumenden Gebiet wurden viele Kunstschätze geborgen und nach den Bestimmungen der Haager Landkriegsordnung in dem besetzten Gebiet aufbewahrt. Daß viel Hab und Gut der Bewohner verdarb, war tief bedauerlich, aber nicht zu vermeiden. Die Bevölkerung wurde größtenteils nach Osten abgeschoben, nur zum kleinen Teil in einigen Ortschaften, z. B. Noyon, Ham, Nesle, versammelt und, für mehrere Tage mit Lebensmitteln versehen, zurückgelassen. Auf der einen Seite durfte der Gegner durch wehr- und arbeitsfähige Bewohner keinen neuen Kräftezuwachs erhalten, auf der anderen Seite war es erwünscht, ihm möglichst viel Esser zuzuschieben.“

Ludendorff schätzte die parallel mit dem materiellen Rückzug einhergehende Propaganda als unschätzbar wichtig ein. Die unmittelbar nachfolgenden Heere der Entente

„machten aus unserem Rückzuge einen großen Erfolg für sich. Es war aber in der Presse so wirkungsvoll und geschickt vorgearbeitet, daß ihnen dies nicht gelang. […] Sie hatten auch dank der von uns ausgestreuten Nachrichten unsere Räumungs- und Zerstörungsarbeiten nicht verhindert.“

Die Franzosen bezeichneten die Deutschen angesichts der angerichteten Zerstörungen „von neuem Hunnen“. Ludendorff verwies in dem Zusammenhang auf den „schonenden“ Umgang mit Polen 1914, wo seine Armeen lediglich die Bahnen zerstört hätten. In Frankreich sei die Lage wegen der geringen Entfernungen etwas anders:

„Menschlichkeit und Notwehr verlangten, daß wir die Bevölkerung verschoben. Sollten wir sie in den zerstörten Orten verkommen lassen?“